# República Dominicana en los Juegos Olímpicos de Atlanta 1996
La República Dominicana estuvo representada en los Juegos Olímpicos de Atlanta 1996 por un total de 16 deportistas, 12 hombres y 4 mujeres, que compitieron en 7 deportes.
El portador de la bandera en la ceremonia de apertura fue el boxeador Joan Guzmán. El equipo olímpico dominicano no obtuvo ninguna medalla en estos Juegos.